# Vincennes Bay
Die Vincennes Bay ist eine große, v-förmige Bucht an der westlichen Budd-Küste des ostantarktischen Wilkesland. Ihre Einfahrt zwischen Kap Nutt und Kap Folger ist 104 km breit. Einige große und steile Gletscher, darunter der Adams-Gletscher und der Bond-Gletscher, münden in diese Bucht.
Erste Luftaufnahmen entstanden bei der vom US-amerikanischen Polarforscher Richard Evelyn Byrd geleiteten Operation Highjump (1946–1947). Erstmals befahren wurde sie im Januar 1948 vom Eisbrecher USCGC Burton Island bei der Operation Windmill (1947–1948). Das Advisory Committee on Antarctic Names benannte sie nach der Sloop USS Vincennes, Flaggschiff der United States Exploring Expedition (1838–1842) unter der Leitung des US-amerikanischen Polarforschers Charles Wilkes, von der aus zwischen Januar und Februar 1840 Küstenabschnitte des Wilkeslands entdeckt und kartiert wurden. Aus Wilkes Kartenmaterial geht hervor, dass sich die Expedition möglicherweise auch in der Nähe dieser Bucht befand, wenngleich damals Packeis eine Annäherung an die Küste verhinderte.